# Fuentepiñel
Fuentepiñel ist ein Ort und eine nordspanische Gemeinde (municipio) mit 68 Einwohnern (Stand: 2024) in der Provinz Segovia in der Autonomen Gemeinschaft Kastilien-León. 

## Lage und Klima
Die Gemeinde Fuentepiñel liegt etwa 50 km (Fahrtstrecke) nordnordöstlich von Segovia in einer mittleren Höhe von ca. 890 m. Das Klima ist im Winter rau, im Sommer dagegen gemäßigt bis warm; Regen (ca. 499 mm/Jahr) fällt übers Jahr verteilt.

## Bevölkerungsentwicklung
| Jahr      | 1970 | 1981 | 1991 | 2001 | 2011 | 2021 |
| Einwohner | 298  | 227  | 202  | 172  | 117  | 80   |

## Sehenswürdigkeiten

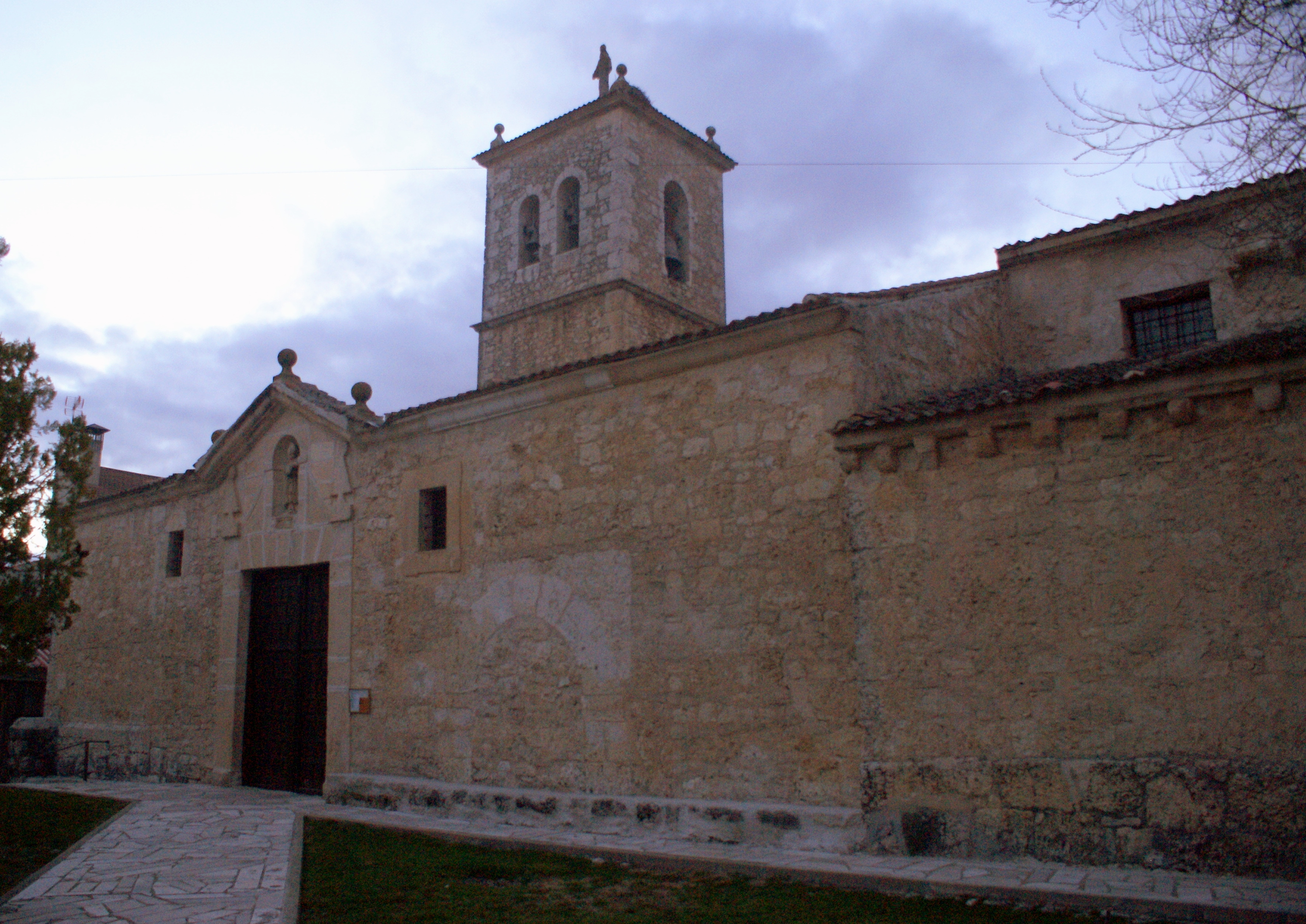
Nikolauskirche
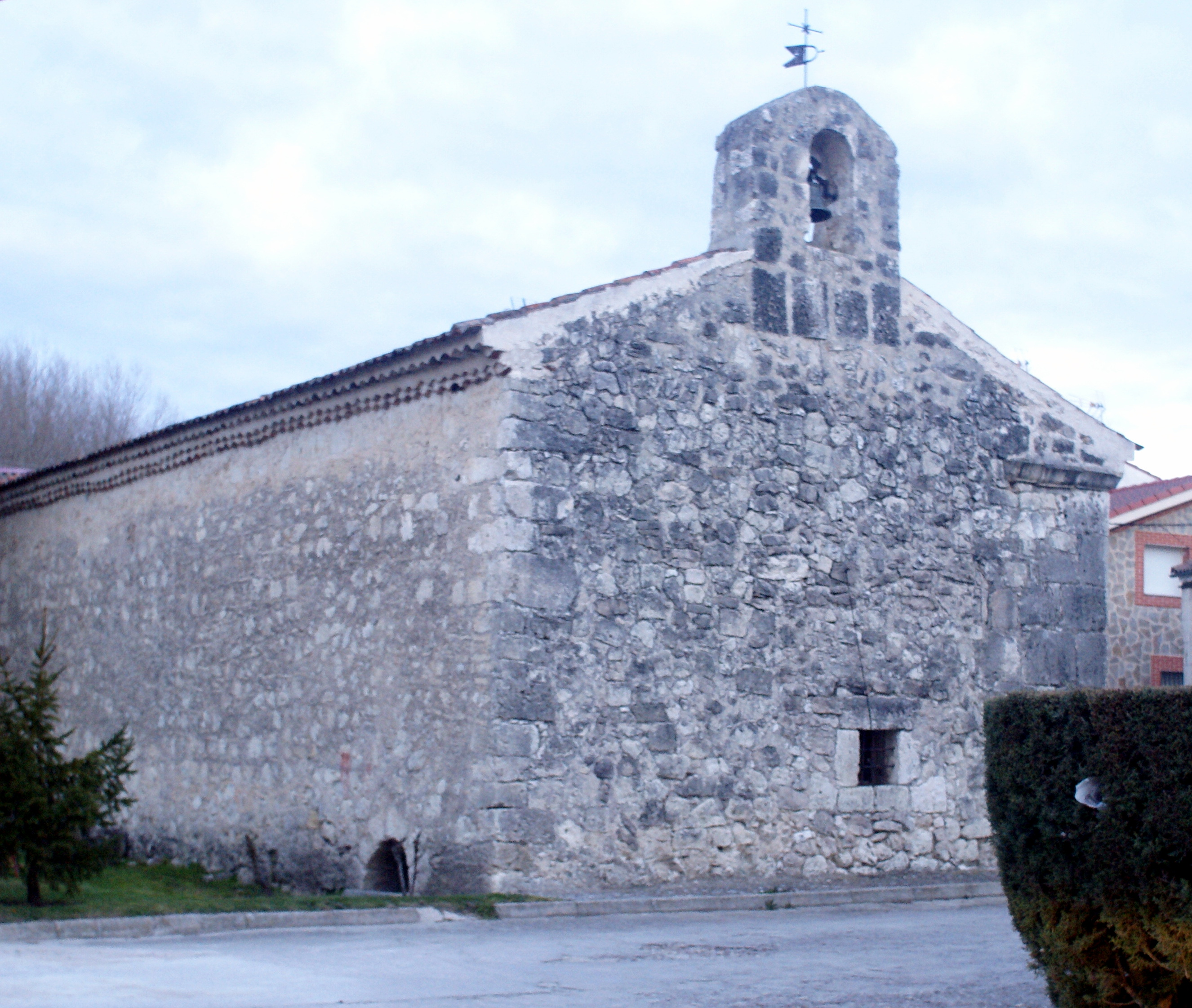
Brigittenkapelle
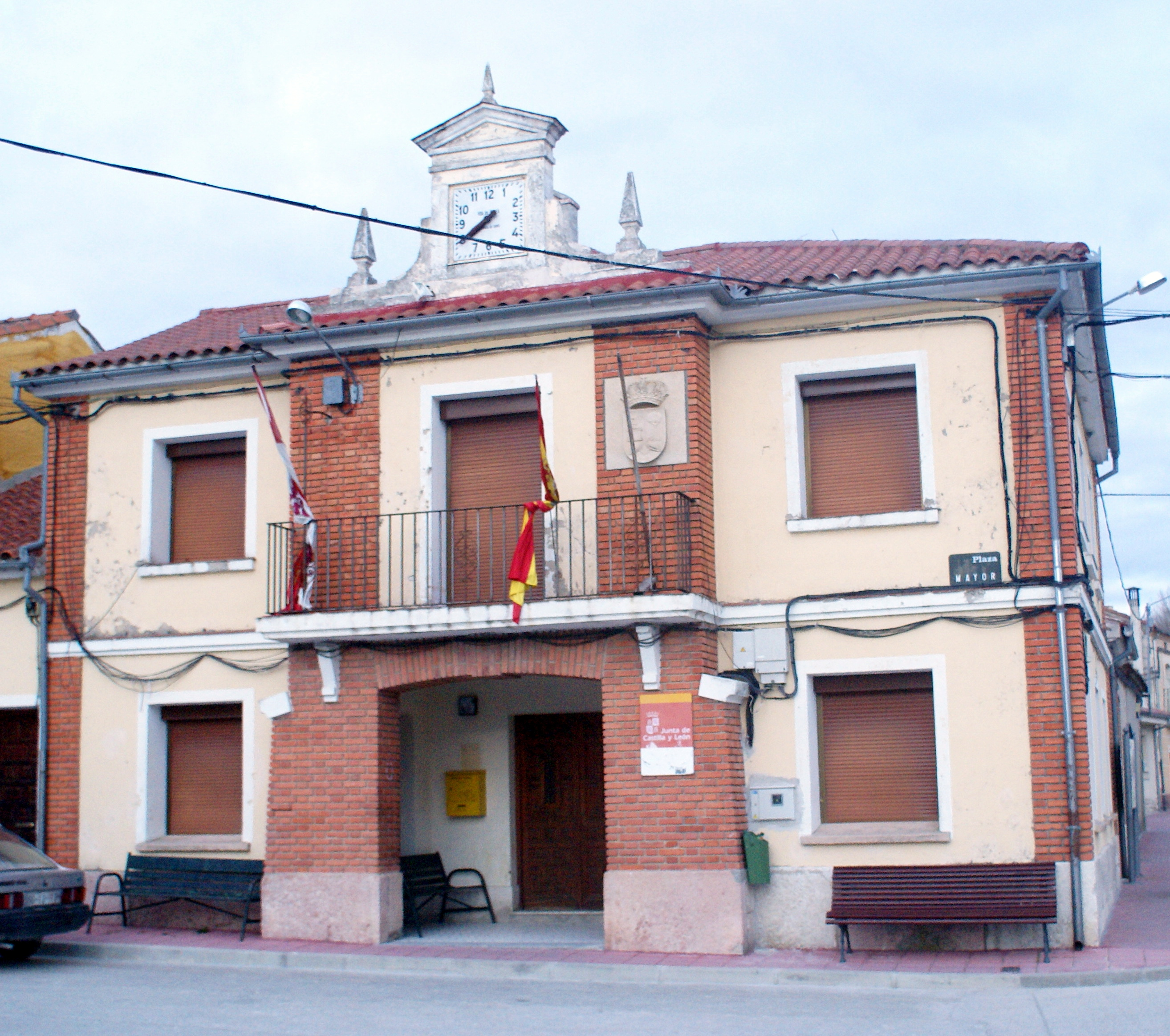
Rathaus

- Nikolauskirche
- Brigittenkapelle
- Rathaus